# Hertogdom Lucca
Het hertogdom Lucca was een staat in Italië van 1815 tot 1847.
De Noord-Italiaanse stad Lucca, met het omringende land, was oorspronkelijk een republiek. In 1799 kwam Lucca onder Frans bewind, en in 1805 werd het een klein onafhankelijk vorstendom door toedoen van de Franse keizer Napoleon, die er zijn zus, Elisa, als prinses van Lucca op de troon zette. In 1809 kreeg Elisa ook de stad Piombino en het omringende gebied.
Het Congres van Wenen verving in 1815 het vorstendom door het hertogdom Lucca en plaatste de staat tijdelijk onder het bewind van het huis Bourbon-Parma, ter compensatie van het verlies van het hertogdom Parma, dat aan Napoleons voormalige echtgenote Marie Louise van Oostenrijk werd toegewezen. Verder werd vastgelegd dat Parma na de dood van Marie Louise alsnog aan Bourbon-Parma zou komen, terwijl Lucca dan verenigd moest worden met het groothertogdom Toscane. In 1844 werden deze afspraken aangepast in het Verdrag van Florence.
Het hertogdom Lucca werd geregeerd door Maria Louisa (een dochter van koning Karel IV van Spanje) en, vanaf 1824, door haar zoon Karel Lodewijk van Bourbon-Parma.
Na de dood van Marie Louise van Oostenrijk in 1847 werden de bepalingen uit 1815 uitgevoerd en werd Lucca op 5 oktober 1847 met het groothertogdom Toscane verenigd.